# Stazione di Mules
Stazione di Mules egy bezárt vasútállomás Olaszországban, Trentino-Alto Adige régióban, Campo di Trens településen.

## Vasútvonalak
Az állomást az alábbi vasútvonalak érintik:
- Brenner-vasútvonal

## Kapcsolódó állomások
A vasútállomáshoz az alábbi állomások vannak a legközelebb: 
- Stazione di Campo di Trens
- Stazione di Le Cave